# Amblyseius sellnicki
Amblyseius sellnicki är en spindeldjursart som först beskrevs av Wolfgang Karg 1960.  Amblyseius sellnicki ingår i släktet Amblyseius och familjen Phytoseiidae. Inga underarter finns listade i Catalogue of Life.